# مرکز مدنی هیلزبرو

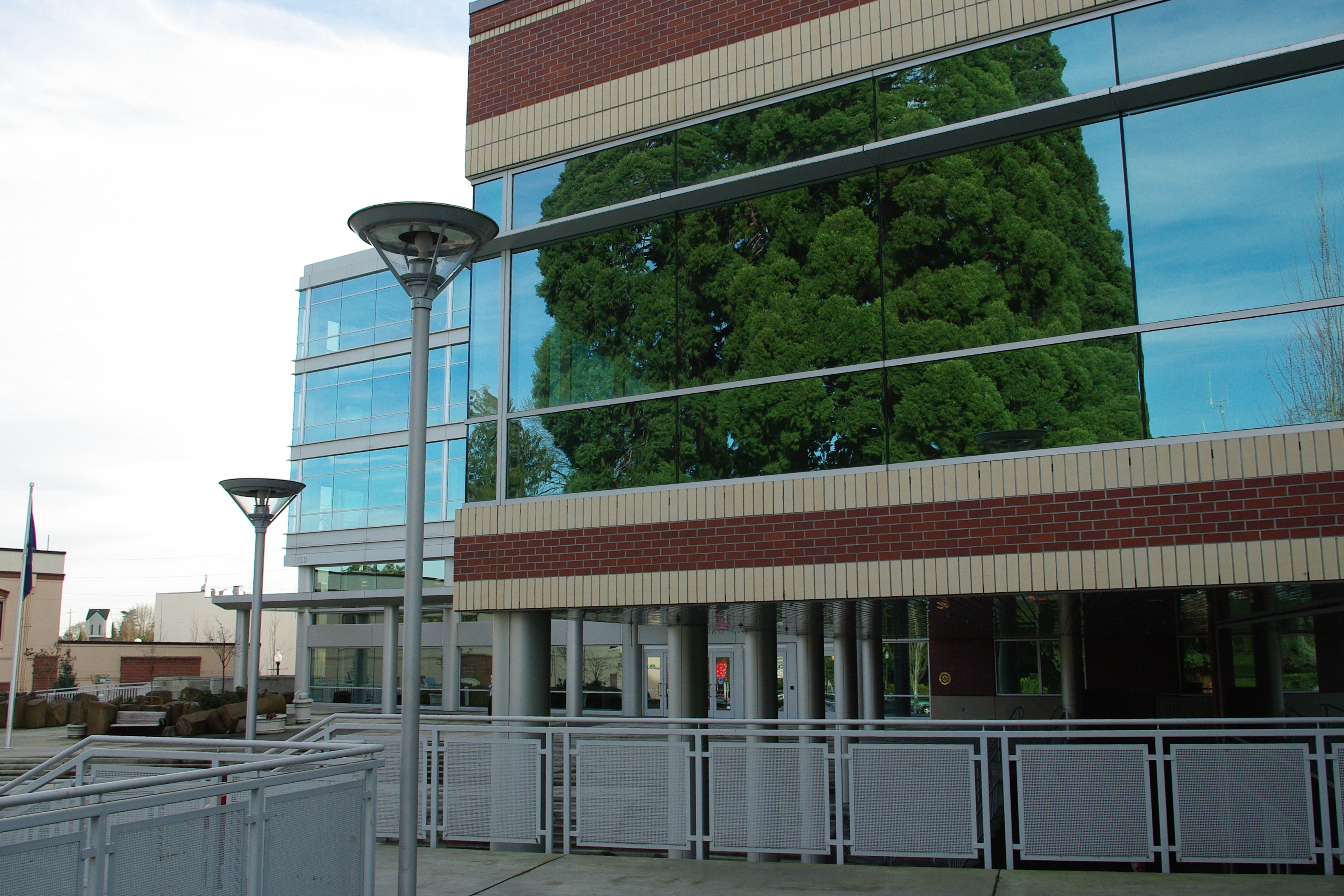
ساختمان مرکز مدنی هیلزبرو

مرکز مدنی هیلزبرو یک ساختمان دولتی چند منظوره است که در قسمت مرکز شهر هیلزبرو ایالت اورگان واقع شده‌است. این یک پیشرفت، برای مرکز بخش واشنگتن که در غرب پورتلند در ایالت اورگان واقع است و شامل تالار شهر است، می‌شود. سایت ۶ هکتار (۲۴۰۰۰ متر مربع) در مرکز شهر است که کل با زیر بنایی بالغ بر ۱۶۵۰۰۰ فوت مربع (۱۵۳۰۰ متر مربع) در کل سایت ساخته شده‌است. علاوه بر دفاتر دولتی، مرکز شهری شامل فضاهای جزئی، میادین عمومی و اماکن مسکونی است. این کاربری‌ها جهت متمرکز کردن فعالیت‌های دولتی شهر در یک ساختمان، ساخته شده‌است. طراحی مجتمع در سال ۲۰۰۲ و ساختن آن در سال ۲۰۰۳ اغاز شد. پس از تکمیل شدن در سال ۲۰۰۵، این ساختمان گواهی نامه طلایی لید را برای پایایی ساختمان دریافت کرد، که تا آن موقع این دومین تالار شهری در ایالات متحده بود که این گواهینامه را بدست می‌آورد.
تکنولوژی سازگار با محیط زیست استفاده شده، شامل حسگرهای ساکن، تهویه شامل نظارت بر سطح دی اکسید کربن برای تعیین زمان فعال سازی، شیشه‌های بیرونی با کارایی بالا برای کاهش از دست دادن حرارت و پانل‌های خورشیدی جهت تولید انرژی الکتریسیته باعث شدند این گواهینامه به ساختمان اعطا شود.

## تاریخچه
سایت ۶ هکتاری (۲۴۰۰۰ متر مربع) مجموعه بخشی از نقشه جامع شهر در سال ۲۰۲۰ می‌باشد. توسعه طرح‌ها از سوی ۶ تیم توسعه دهنده معماری در اکتبر ۲۰۰۱ برای شهر عرضه شد. این طرح‌ها شامل طراحی اماکن عمومی، یک شعبه کتابخانه، واحدهای مسکونی، فضاهای جزئی و یک تالار شهر بود. پیشنهادهای اصلی طرح‌ها در اوائل ۲۰۰۲ عرضه شد. این پروژه به جهت یکپارچه کردن شهر، و نیز توسعه مجدد مرکز اصلی شهر که باعث نیروی تازه بخشیدن به شهر می‌شد، طراحی شد.
این پروژه شامل تعویض ناحیه به محلی با ۱۸ ساعت فعالیت در هر روز بود، به جای اینکه کسب و کار، با تمام شدن فعالیت مراکز دولتی، بسته شود. بعلاوه فضای کنفرانس برای استفاده شهر و بخش دولتی و نیز گروه‌های غیر دولتی فراهم شد.
ساخت و ساز در این مجموعه در ژوئن ۲۰۰۳ زمانی که فروشگاه قدیمی غله در نزدیکی سایت برای ساخت یک محل برای مرکز تخریب شد، آغاز گردید. در مجموع ۸ ساختمان برای ایجاد فضای مجتمع، به عنوان بخشی از توسعه مجدد سایت غله (brownfield) تخریب شد. طرح‌ها همچنین برای فضاهای جزئی، واحدهای مسکونی و یک شعبه کتابخانه مطلوب بود. شعبه کتابخانه در سایت باز نشده بود، اگر چه بخش کتابخانه ساخته شده بود. معماران LSR این مجموعه را همراه با shanskau USA به عنوان پیمانکار عمومی، طراحی کردند. مهندسی سازه توسط مهندسین مشاور KPFF انجام شد و مهندسی خدمات نیز توسط مهندسین رابط، و مهندسین عمران، برای مدیریت پروژه‌هایی که توسط WRG طراحی می‌شدند، انتخاب شدند.
این مجتمع در ژانویه ۲۰۰۵ با رفتن مسئولان شهر و کارمندان به ساختمان‌ها در پایان ماه مارس به پایان رسید. افتتاح عمومی بزرگ در تاریخ ۱۶ ژوئیه ۲۰۰۵ برای افتتاح رسمی مرکز برگزار شد. هزینه بخش عمومی ۳۴ میلیون دلار و ساخت و ساز در مجموع ۲۳٫۵ میلیون دلار بوده‌است. بعدها در سال ۲۰۰۵ یک کافی شاپ اجاره‌ای در بخشی از فضای جزئی اضافه شد و در سال ۲۰۰۷ فضای یک رستوران در ساختمان به شرکت NW hayden، برای افتتاح در ۲۰۰۸ اجاره داده شد. در آوریل ۲۰۰۹ میدان شهر به افتخار شهردار سابق تام هیوز، که در هنگام ساخت مجتمع شهردار بود، به مرکز اجتماعات تام هیوز تغییر نام داد.

## معماری

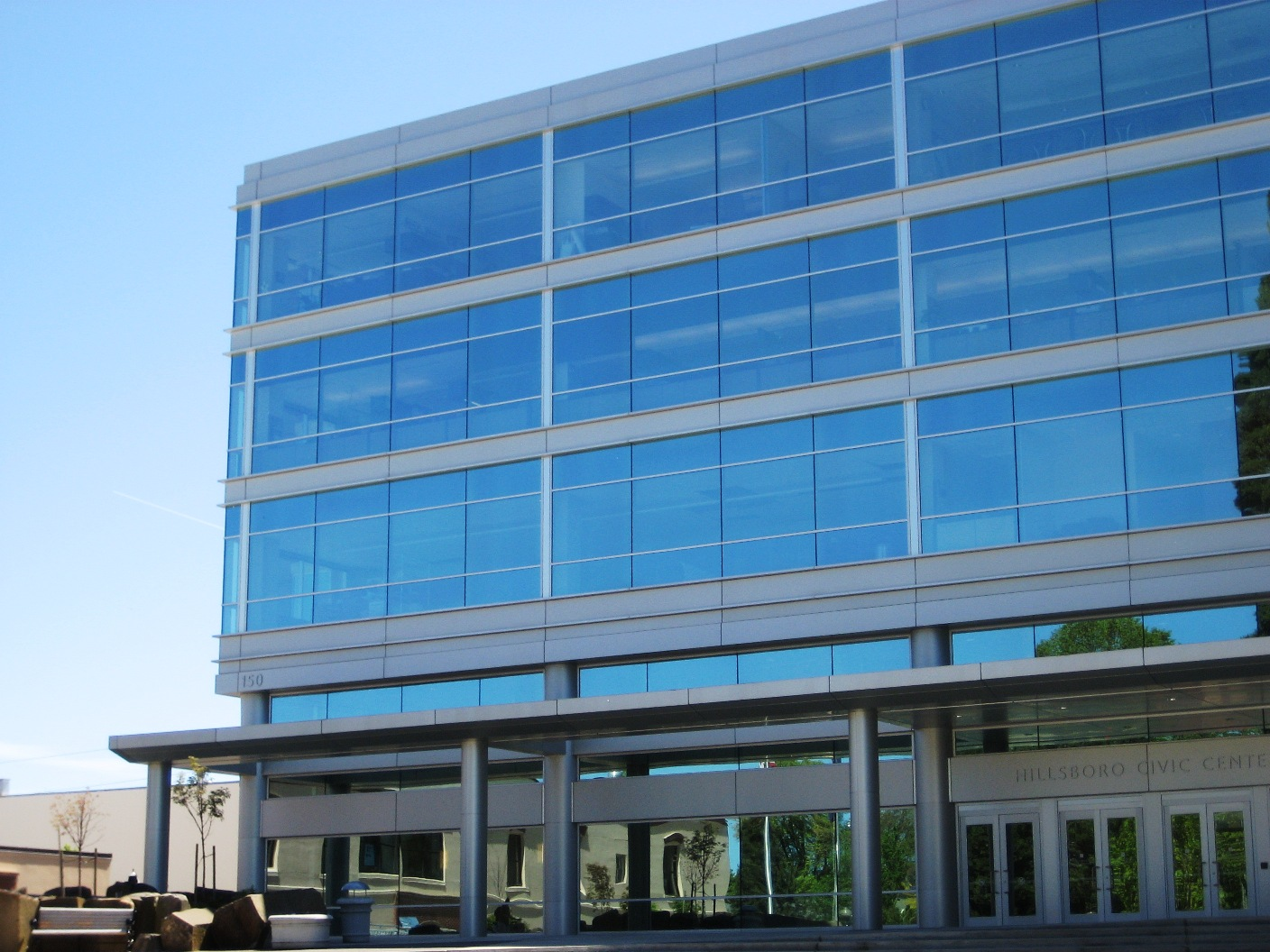
مرکز مدنی هیلزبورو

مرکز شهری هیلزبرو در یک ساختمان شیشه‌ای مدرن با یک پایه سنگی و برجسته آجری است. دو ساختمان اصلی، مرکز اجتماعات ادارات دولتی مسکن و فضای میدان ساختمان خرده فروشی مسکن وجود دارد. سازه میادین اطراف شامل منبت کاری رودخانه، محتوی کوارتز، کشاورزان بازالت، و سبک ویکتوریا می‌باشند. علاوه بر این، آن را با پنجره‌های بزرگ رو به شمال به منظور انعکاس درخت سکویاهای غول پیکر واقع در سراسر خیابان در دادگاه ایالت واشنگتن، با درختان متعلق به۱۸۸۰ طراحی شده بود.
از ویژگی‌های داخل ساختمان سقف بلند و بزرگ در طبقه اول، و فضای عمومی باز می‌باشد. در حال حاضر، نور روز در ۹۰ درصد از دفاتر در سالن شهرستان در دسترس می‌باشد.
جایزه:
مرکز مدنی هیلزبرو جایزه بهترین پروژه عمومی در ایالت اورگان در سال ۲۰۰۵ از مجله ساخت و ساز شمال غرب برای پیمانکار عمومی Skanska USA دریافت کرد. این اولین مقر شهری در اورگان است که تمام نیازهای انرژی را از منابع تجدید پذیر بدست می اورد. در طول توسعه، این پروژه برای اولین بار برای به یک گواهینامه نقره‌ای لید از شورای ساختمان سبز ایالات متحده نائل شده‌است. در عوض، این پروژه صدور گواهینامه طلایی لید، رهبری در انرژی و طراحی زیست محیطی را برای پایایی محیط زیست توسط شورای ساختمان سبز ایالات متحده اهدا در یافت کرد. پس از تکمیل شدن در سال ۲۰۰۵، این ساختمان گواهی طلایی لید را برای پایایی ساختمان دریافت کرد، که تا آن موقع این دومین تالار شهری (اولین آن در شهر سیاتل، واشینگتن می‌باشد) در ایالات متحده بود که این برتری را بدست می‌آورد.
عوامل مؤثر منجر به این جایزه در ساخت و ساز شامل، بازیافت ۹۲٪ از زباله‌های ساخت و ساز، و نیز تخته‌های گندمی غیر چوبی ای بود که در برخی از دیوارها استفاده شده بود. علاوه بر این، ۱۸ پانل خورشیدی در ساختمان برای تولید برق را برای استفاده‌های در ساختمان نصب شده مورد استفاده قرار گرفت، و با اینکه در شهرستان تمام قدرت اضافی را از طریق منابع انرژی تجدید پذیر، در بخشی از پورتلند جنرال الکتریک و بنیاد محیط زیست بونویل (BONNEVILLE)، تأمین می‌شود، در ساختمان بازده انرژی ۴۲ درصد کارآمد تر از ساختمان‌ها قابل مقایسه است. دیگر امکانات سازگار با محیط زیست شامل حسگرهای حضور، تهویه شامل نظارت بر سطح دی اکسید کربن برای تعیین زمان فعال سازی، شیشه‌های بیرونی با کارایی بالا برای کاهش از دست دادن حرارت، وسایل حمام مادون قرمز، و استفاده از مصالح ساختمانی بازیافتی در میان موارد دیگر می‌شود.

## امکانات رفاهی و کاربردها
مرکز اجتماعات در بیش از سه بلوک از شهر و در مرکز شهر ساخته شده بود. این مجتمع در مجموع از ۱۶۸۴۳۶ فوت مربع (۱۵۶۴۸٫۲ متر مربع) بود. این مجموعه دارای دو میدان است، میدان شمالی که برای ایجاد یک آمفی تئاتر در فضای باز با صندلی برای ۷۰۰ طراحی شده بود. و مرکز اجتماعات پل اختصاصی تام هیوز، ساختمان مرکز مدنی، به عنوان یک پس زمینه به سالن آمفی تئاتر خدمت می‌کنند، و با استفاده از خیابان اصلی برای افزایش فضا، سالن آمفی تئاتر می‌تواند جمعیت ۵۰۰۰ نفر جای دهد. میدان جنوبی بخش دولتی از این مجموعه به بخش ۱۲۰ واحد مسکونی به جنوب وصل می‌کند. هر دو این میادین دارای ویژگی‌های آب، از جمله چشمه ۲۴۰۰۰ فوت مربع (۲۲۰۰ متر مربع) در شمال میدان می‌باشند.
در طبقه همکف یک کافی شاپ استارباکس در ۱۶۰۰ فوت مربع (۱۵۰ متر مربع) فضا است، در حالی که ۲۰۰۰۰ فوت مربع (۱۹۰۰ متر مربع) طراحی شده برای شاخه کتابخانه برای استفاده دولت در آینده همچنان موجود است. در نواحی دولتی ۳۸۰۰ فوت مربع (۳۵۰ متر مربع) مرکز کنفرانس و اتاق‌های شورای شهر وجود دارد. که شامل یک سالن با ۲۵۰ صندلی است. مرکز مدنی میزبان بازار فصلی و هفتگی کشاورزان در روزهای شنبه و یک بازار در سه شنبه‌ها با فروشندگان گوناگون، است. این طرح‌ها برای یک رستوران مجلل در فضای ۳۸۰۰ فوت مربع (۳۵۰ متر مربع) مناسب می‌باشد. خدمات شهر در سایت شامل بخش مدیریت، برنامه ریزی شهری، دفتر ضبط شهرستان، و دادگاه‌های شهر است. مرکز مدنی همچنین شامل دفتر شهردار و سایت شهر برای جلسات شورا، دو بار در ماه است.